# CodeLite
CodeLiteは、フリーでオープンソースのIDEで、C、C++、PHP、JavaScript（Node.js）に対応する。

## 歴史
2006年8月、Eran Ifrahは、CodeLiteと名付けられた自動補完のプロジェクトを始めた。アイディアは、ctags、SQLite（であるから、CodeLiteという）、Yaccベースのコード補完ライブラリを作るというもので、Yaccベースのパーサーは他のIDEでも使えることを意図されていた。のちに、Clangがコード補完のオプションのパーサーとなり、その機能を向上させた。
LiteEditorはデモアプリケーションで、CodeLiteの機能をデモンストレートするために開発された。

## 概要
CodeLiteは、フリー、オープンソースでクロスプラットフォームのCとC++のためのIDEで、wxWidgetsツールキットを使っている。CodeLiteは、その自らのオープンソース精神に従うため、フリーのツールのみ（MinGWやGDB）を使ってコンパイルやデバッグされ、WindowsやmacOS、Linux、FreeBSDに提供されている。また、CodeLiteは、CLIを持つサードパーティのコンパイラやツールを実行することができる。Codeliteはまた、PHPやJavascriptの開発（Node.jsのサポートを含む）もサポートしている。
CodeLiteは、GNU GPL v2（またはそれ以降）で配布されている。また、CodeLiteは、自らをその開発環境として用いながら、開発とデバッグが行われており、デイリーアップデートはGitのレポジトリを通じて入手することができる。